# Carpinus shimenensis
Carpinus shimenensis är en björkväxtart som beskrevs av Cheng Jing Qi. Carpinus shimenensis ingår i släktet avenbokar, och familjen björkväxter. Inga underarter finns listade.
Detta träd förekommer endemisk i provinsen Hunan i Kina. Det saknas informationer angående artens habitat och möjliga hot. IUCN listar arten med kunskapsbrist (DD).